# Кантри Клаб (Флорида)
Кантри Клаб (енгл. Country Club) насељено је место без административног статуса у америчкој савезној држави Флорида.

## Демографија
По попису из 2010. године број становника је 47.105, што је 10.795 (29,7%) становника више него 2000. године.
| Група             | 2000.          | 2010.          |
| Белци             | 5.643 (15,5%)  | 3.783 (8,0%)   |
| Афроамериканци    | 7.992 (22,0%)  | 6.242 (13,3%)  |
| Азијати           | 803 (2,2%)     | 908 (1,9%)     |
| Хиспаноамериканци | 21.903 (60,3%) | 37.133 (78,8%) |
| Укупно            | 36.310         | 47.105         |